# يستهمبستيد (باركشير)
يستهمبستيد (بالإنجليزية: Easthampstead)‏ هي قرية تقع في المملكة المتحدة في جنوب شرق إنجلترا.